# 뻥꽝
《뻥꽝》은 2019년 5월 11일부터 방송중인 낚시채널 FTV의 시트콤, 예능이다.

## 출연진
- 문용민
- 손영춘
- 김태운
- 조영근
- 김하영
- 손호균